# Sandborn
Sandborn é uma cidade  localizada no estado americano de Indiana, no Condado de Knox.

## Demografia
Segundo o censo americano de 2000, a sua população era de 451 habitantes.
Em 2006, foi estimada uma população de 433, um decréscimo de 18 (-4.0%).

## Geografia
De acordo com o United States Census Bureau tem uma área de
1,0 km², dos quais 1,0 km² cobertos por terra e 0,0 km² cobertos por água. Sandborn localiza-se a aproximadamente 146 m acima do nível do mar.

## Localidades na vizinhança
O diagrama seguinte representa as localidades num raio de 16 km ao redor de Sandborn.